# Rimapenaeus fuscina
Rimapenaeus fuscina är en kräftdjursart som först beskrevs av Pérez Farfante 1971.  Rimapenaeus fuscina ingår i släktet Rimapenaeus och familjen Penaeidae. Inga underarter finns listade i Catalogue of Life.